# Arhopala arca
Arhopala arca är en fjärilsart som beskrevs av De Nicéville 1892. Arhopala arca ingår i släktet Arhopala och familjen juvelvingar. Inga underarter finns listade i Catalogue of Life.